# Mokrane Ait Larbi
 (octobre 2009).
Si vous disposez d'ouvrages ou d'articles de référence ou si vous connaissez des sites web de qualité traitant du thème abordé ici, merci de compléter l'article en donnant les références utiles à sa vérifiabilité et en les liant à la section « Notes et références ».
Mokrane Ait Larbi est un avocat et homme politique algérien, originaire du village Aït Si Amara à la commune d'Aït Yahia à Tizi Ouzou. 
Membre fondateur et vice-président de la première Ligue algérienne des droits de l'Homme en juin 1985, il est arrêté avec ses camarades et incarcéré à la prison de Berrouaghia. Inculpé par la Cour de sureté de l'État "d'atteinte à l'autorité de l'État et création d'association illégale",il est condamné à 11 mois de prison ferme, puis assigné à résidence à Bordj Omar Driss, dans le Grand sud. .  
En 1989, il est l'un des principaux fondateurs du Rassemblement pour la culture et la démocratie et numéro deux de ce parti, duquel il démissionne en 1991.  
En 1999, il devient sénateur, nommé par le président Liamine Zéroual au titre du tiers présidentiel. Il démissionne également de ce poste, trois ans plus tard, en raison, selon lui, de l'inutilité du poste de sénateur, payé à ne rien faire, et du silence du Conseil de la Nation sur les tragiques événements du Printemps noir de 2001 en Kabylie. Il rembourse son traitement de sénateur. 
Avocat rompu aux grandes affaires pénales, il assure la défense bénévole de nombreux prisonniers politiques et d'opinion.  
En janvier 2019, il soutient la candidature d'Ali Ghediri à l'élection présidentielle et assure la coordination politique de sa campagne. 
Le 6 mars 2019, il quitte l’équipe de campagne d'Ali Ghediri pour rejoindre le mouvement populaire du Hirak,  qui s'oppose au cinquième mandat du président Abdelaziz Bouteflika .
Il est l'auteur de 2 ouvrages très critiques sur la justice et le système politique algérien: La justice du palais (en français et en arabe, 2016) et Démoctature... (en arabe, 2019). 